# Bad Girl
«Bad Girl» es una canción interpretada por la cantante estadounidense Madonna, incluida en su quinto álbum de estudio, Erotica (1992). Las compañías Maverick, Sire y Warner Bros. la publicaron como el tercer sencillo del disco el 2 de febrero de 1993, tras «Erotica» y «Deeper and Deeper». Compuesta y producida por Madonna y Shep Pettibone —con escritura adicional de Anthony Shimkin—, la cantante desarrolló un vínculo emocional al transmitir sus sentimientos y anécdotas en la letra de la canción. Es una balada de género pop cuya letra trata sobre una mujer triste que oculta su dolor por medio de comportamientos autodestructivos.
En términos generales, «Bad Girl» obtuvo comentarios positivos de los críticos y periodistas musicales, quienes elogiaron la composición y el mensaje. Desde el punto de vista comercial, no logró los mismos resultados que los dos sencillos anteriores del álbum. Si bien estuvo entre los diez primeros puestos en Canadá, Islandia, Italia, Polonia y Reino Unido, en Estados Unidos solo alcanzó la trigésima sexta posición del Billboard Hot 100, por lo que puso fin a un récord de veintisiete top veinte consecutivos que Madonna había iniciado con «Holiday» (1983).
Para la promoción se filmó un videoclip dirigido por David Fincher, quien ya había colaborado anteriormente con la cantante. El vídeo empieza y finaliza con tomas de Madonna asesinada que, después de haber vivido una vida de promiscuidad, se une a su amante muerto y ángel guardián, interpretado por el actor Christopher Walken. Recibió elogios de la crítica al considerarlo el más «cinematográfico» en la videografía de la artista. Madonna presentó «Bad Girl» en vivo durante una visita al programa de medianoche Saturday Night Live en enero de 1993. Treinta años después, incluyó el tema en The Celebration Tour (2023-2024), gira realizada para conmemorar sus cuarenta años de carrera. Tras su publicación, varios artistas grabaron una versión del tema, especialmente para álbumes tributo.

## Antecedentes y grabación
En abril de 1992, Madonna fundó Maverick, su propia compañía de entretenimiento que consistía en un sello discográfico (Maverick Records), una productora de cine (Maverick Films) y divisiones asociadas a la publicación de música, radiodifusión, edición de libros y publicidad. El acuerdo fue una empresa conjunta con Time Warner, que pagó a Madonna un adelanto de 60 millones USD y le concedió un 20 % de regalías de sus negocios musicales, una de las tasas más altas de la industria, igualada en ese momento solo por la de Michael Jackson, que fue establecida un año antes con Sony. Los dos primeros proyectos de la empresa fueron Erotica, su quinto álbum de estudio, y un coffee table book con fotografías de desnudos de Madonna titulado Sex. Para Erotica, Madonna trabajó principalmente con Shep Pettibone, con quien había colaborado durante la década de 1980 en varias remezclas de sus sencillos, en la composición y producción de «Vogue» y en el recopilatorio The Immaculate Collection (1990). Pettibone construyó la base musical de las canciones de Erotica al estilo de sus remezclas, mientras Madonna compuso las letras y las melodías. Tras finalizar el rodaje de su película A League of Their Own en Chicago, la artista se reunió con el productor en Nueva York y empezaron a trabajar en las primeras maquetas en los meses de octubre y noviembre de 1991. Según el biógrafo Mark Bego, el primer grupo de canciones que ambos crearon fue «Erotica», «Deeper and Deeper», «Bad Girl», «Thief of Hearts» y «Rain».
«Bad Girl» fue compuesta y producida por Madonna y Pettibone —con escritura adicional de Anthony Shimkin— y la grabación tuvo lugar en los Sound Work Studios de Astoria, en Nueva York, entre diciembre de 1991 y el primer semestre de 1992. Entre los músicos que participaron se incluyen Pettibone como secuenciador, tecladista y programador, en conjunto con Shimkin, Goh Hotoda en la mezcla, P. Dennis Mitchell y Robin Hancock en la ingeniería y Ted Jensen en la masterización. Según Pettibone, a medida que las sesiones de grabación progresaban, las melodías se iban tornando un poco más melancólicas; señaló que las historias de Madonna hicieron que las canciones tomaran una dirección creativa hacia un territorio muy personal, ya que eran más serias e intensas. Añadió que era uno de esos temas con los que muchas personas podrían identificarse. De modo similar, Shimkin recordó que tanto «Bad Girl» como «In This Life» tenían «muchísima carga emocional para Madonna», aunque no notó lo emotivos que eran para ella hasta que el disco estuvo terminado. Continuó: «Cuando ves sus vídeos obtienes un significado incluso más profundo y un mayor conocimiento de lo que ella puso en la canción. Es una de esas canciones, como "Oh Father" o "Papa Don't Preach", en las que expresa realmente sus propias emociones y experiencias. Nunca tiene miedo de exponerse emocionalmente». Para grabar su voz se utilizó un micrófono Shure SM57, ya que, según Pettibone, «a veces cuanto más viejo, mejor».

## Composición y publicación
«Bad Girl» es una balada pop «sombría» y «llena de culpa», cuya letra trata sobre una mujer que experimenta una tristeza extrema debido a una relación fallida. Durante una entrevista para la BBC, la propia cantante explicó que era sobre una mujer envuelta en una relación tóxica que busca «distraerse de su realidad» a través del libertinaje y de comportamientos autodestructivos, tales como embriagarse, fumar o tener aventuras insatisfactorias y romances efímeros con múltiples hombres. Esto se refleja durante el estribillo, en el que canta Bad girl, drunk by six, kissing some kind stranger's lips / Smoked too many cigarettes today, I’m not happy when I act this way («Chica mala, borracha antes de las seis, besando los labios de algún gentil desconocido. Fumé demasiados cigarrillos hoy, no soy feliz cuando actúo así»). Louis Virtel, del sitio NewNowNext, observó que el tema era más bien una «parábola sobre una mujer cansada de caminar por el lado salvaje». Larry Flick de Billboard observó que Madonna empleó una voz más tenue y melancólica de lo normal «entre un espiral de sintetizadores y un ritmo lento y sincopado».
Las compañías Maverick, Sire y Warner Bros. publicaron «Bad Girl» como el tercer sencillo de Erotica, después de la canción que da título al álbum y «Deeper and Deeper». La primera fecha de lanzamiento fue el 2 de febrero de 1993 en Europa y en Australia, cuando se editó un maxi en CD y en vinilo de 12"; ambos formatos incluían dos remezclas de «Deeper and Deeper» —producidas por Pettibone— y dos versiones de «Bad Girl»: una editada de 4:38 para el CD y la original de 5:23 para el vinilo. También estuvo disponible un segundo maxi CD en Estados Unidos el 11 de marzo de ese año y tres días después en Europa y Australia. No hubo remezclas del tema en esa edición, sino que figuró la versión editada y una mezcla extendida, ambas muy similares a la original. No obstante, sí se incluyeron como lado B cuatro remezclas de «Fever», que sería publicado como el cuarto sencillo del álbum únicamente en Europa y Australia.

## Recepción crítica
En términos generales, «Bad Girl» obtuvo reseñas positivas de los críticos y periodistas musicales, quienes elogiaron la composición y el mensaje. De la revista Billboard, Larry Flick la calificó como una balada «melancólica» con una letra «intensa», y Joe Lynch como «reflexiva y apesadumbrada», con «una de sus letras más conmovedoras». En el libro The Madonna Companion (1999), Allen Metz y Carol Benson destacaron que marcó un contraste de su imagen «altamente sexualizada» que tenía en ese momento con canciones y videoclips como «Erotica» y «Justify My Love» (1990). Además, señalaron que era la canción que más reflejaba el tema principal que se explora en Erotica, «el dolor y tormento del corazón y los peligros del romance». Arion Berger de Rolling Stone la llamó una balada «cautivadora», en la que la cantante «sonsaca sombras de ambigüedad en la mente de una chica que prefiere lastimarse antes que terminar una relación que es demasiado neurótica para manejar». De manera similar, J. D. Considine, de The Baltimore Sun, dijo que era «un vistazo lento y triste al tipo de mujer que usa el libertinaje como una máscara para su dolor. [...] Es tan preocupante como triste. Solo escuchar el temblor en su voz mientras canta you'll always be my baby («siempre serás mi bebé») es suficiente para romper el corazón de cualquier oyente». Georges-Claude Guilbert, autor de Madonna as Postmodern Myth (2002), opinó que contaba con un «mensaje moral tradicional» y que la letra en realidad describía una «chica buena capaz de sentir contrición por sus acciones inmorales». Para Sal Cinquemani, de Slant Magazine, se trató de «un himno de la promiscuidad». Un editor de Music & Media comentó que la cantante «nos trae el ambiente adecuado del fin de siècle. Y ella conoce los trucos del negocio. Ser mala en una melodía empalagosa, ¿no es esa la mejor manera de penetrar la radio?». Para José Plata, de la revista colombiana Shock, se trató de «una narración sobre la sumisión, sobre la fantasía de la chica mala que seduce y a quien seducen». Justin Chadwick, del portal Albumism, afirmó que era «dramática» y «sinfónica», y que además «refuerza la afición de Madonna por crear baladas con carga emocional sin parecer exageradas».
En reseñas retrospectivas, Scott Kearnan, de Boston.com, lamentó que el público pasara por alto «este éxito menor» y añadió que demostró que si bien «[Madonna] está indudablemente a favor del sexo, su visión de las complejas intersecciones emocionales del sexo, el poder y la autoestima no carece de matices». En 2008, Sebas E. Alonso de Jenesaispop la incluyó en el trigésimo quinto lugar de las cuarenta mejores canciones de Madonna y comentó que si bien no era de las más destacadas, «sí la más decadente». Diez años después, el mismo autor la ubicó en la cuadragésimo sexta de las sesenta mejores de la artista, en conmemoración por su 60.º cumpleaños; al respecto, declaró que en el disco se trataban temas como la «culpabilidad» en «Bad Girl», «planteada como canción de desamor decadente» con una letra en la que «el látigo sirve aquí más para autofustigarse que para dar unos azotes a otro». En un conteo que ordenó todos los 78 sencillos de la artista hasta 2018, Eric Henderson de Slant Magazine lo incluyó en el trigésimo quinto puesto y escribió: «En un álbum que es, sin duda, el mejor momento gay de Madonna, "Bad Girl" se destaca como un momento de gran arrastre, una autolaceración brutal servida de la manera más ostentosamente melodramática que se pueda imaginar». Similarmente, Stephen Sears del portal Idolator, sostuvo que «la disfuncional "Bad Girl" es una autolesión insonorizada. [...] Como la mayor parte de Erotica, el sexo es más solitario que sensual». También de Idolator, Mike Wass la llamó «una de las canciones pop más dolorosamente honestas de los años 90».
Matthew Jacobs del Huffington Post clasificó los 68 sencillos de Madonna de 1982 a 2014 y ubicó a «Bad Girl» en el trigésimo cuarto puesto; afirmó que era la canción «con más clase» de Erotica. De la misma publicación, la comediante y drag queen Pandora Boxx lo consideró uno de sus sencillos más «infravalorados» y expresó que, si bien se trataba de una canción «un tanto melodramática», contaba con un mensaje poderoso. Mike Wass también lo catalogó como uno de los más subestimados, y mencionó que «al menos temáticamente, mereció ser reconocida como una de sus canciones características». De la Official Charts Company, Justin Myers la consideró una de las «joyas ocultas» de la cantante. Jude Rogers de The Guardian lo describió como «una pieza de pop teatral bien afinada y lenta», y Joe Morgan del sitio Gay Star News escribió que «muchos vieron esta canción como algo fuera de lugar para Madonna. Pero trata sobre el dolor del placer y merece una segunda escucha». «Bad Girl» figuró en la septuagésima novena posición de los cien temas más sobresalientes de la intérprete; Louis Virtel, creador del artículo para NewNowNext, lo consideró una «balada elegante con un gran mensaje». Según Guillermo Alonso, de la edición española de Vanity Fair, fue «su mejor balada de los noventa» y destacó su «base R&B, lenta y elegante» que «suena más a marcha fúnebre que a romance». Samuel R. Murrian, de la revista Parade, la llamó «sofisticada». En reseñas menos favorables, Enio Chola de Queerty prefirió que «Thief of Hearts» hubiese sido publicada como sencillo en lugar de la «sensiblera» «Bad Girl». Richard LeBeau, del portal Medium, opinó que se trataba de «una de sus interpretaciones vocales más débiles».

## Recepción comercial
En Estados Unidos, «Bad Girl» debutó en el puesto número 75 de la lista Billboard Hot 100 en la edición del 20 de febrero de 1993; con el paso de las semanas fue ascendiendo de lugares y finalmente alcanzó la trigésima sexta posición el 27 de marzo de ese año. Sin embargo, se convirtió en el primer sencillo en la carrera de Madonna que no llegó a los veinte o treinta primeros y puso fin a un récord de veintisiete top veinte consecutivos, que había iniciado con «Holiday» en enero de 1984 y finalizado con «Deeper and Deeper» en enero de 1993. Asimismo, fue la canción con la posición más baja de la cantante hasta ese entonces en la lista; el periodista Fred Bronson atribuyó la baja recepción por la controversia que rodeaba a Madonna con Erotica, el libro Sex y la película Body of Evidence. Por su parte, Jose F. Promis de Allmusic sintió que el público «estaba cansado de su actitud irritante de "chica mala"», que, según el autor, estaba en pleno apogeo en el momento del lanzamiento de la canción. En los componentes del Hot 100, Top Singles Sales y Top 40 Radio Monitor, ocupó las posiciones trigésimo séptima y cuadragésimo cuarta, respectivamente, mientras que en el Mainstream Top 40 la vigésimo sexta.
En Canadá, el tema ingresó en el puesto número 74 del ranking RPM Hit 100 Tracks el 27 de febrero de 1993, y exactamente después de un mes llegó al vigésimo lugar. Tuvo un mejor recibimiento en la lista elaborada por la revista The Record, donde ocupó el quinto puesto en la edición del 10 de abril. En Reino Unido, la canción entró a dos listas: en Market Research Information Bureau, operada por Capital Radio, ocupó el séptimo sitio, y en UK Singles Chart, de la Official Charts Company, el décimo; para agosto de 2008, había vendido 74 915 copias allí según Music Week. Alcanzó la segunda posición en el conteo Tipparade de Países Bajos, la tercera en Islandia e Italia y la séptima en Polonia, pero en el resto de los mercados musicales su recepción fue más baja, y ocupó el top cincuenta en Alemania, Australia, Bélgica, Francia, Irlanda, Países Bajos (Single Top 100), Nueva Zelanda y Suiza. Por último, llegó a la vigésimo sexta posición en la lista Eurochart Hot 100 Singles, basada en los datos de ventas de dieciséis países de Europa, y la cuarta y quinta en Adult Contemporary Europe y European Hit Radio Top 40, respectivamente.

## Vídeo musical

### Antecedentes y sinopsis
El vídeo musical de «Bad Girl» se filmó en Manhattan del 12 al 18 de enero de 1993 bajo la dirección de David Fincher, quien ya había trabajado previamente con Madonna en «Express Yourself», «Oh Father» (1989) y «Vogue» (1990); Fincher fue elegido luego de que Tim Burton rechazara la oferta. La cantante también consideró al director Mark Romanek, pero al final decidió trabajar con Fincher. El resto del personal incluye a Bob Jenkins en montaje, Juan Ruiz Anchía en cinematografía y Jeffrey Beecroft en diseño de producción. Está inspirado en la cinta de Richard Brooks Buscando a Mr. Goodbar (1977) y El cielo sobre Berlín (1987), dirigida por Wim Wenders. Madonna personifica a Louise Oriole, una poderosa mujer de negocios que lleva una doble vida y al final es asesinada. Louise es el segundo nombre de la cantante mientras que Oriole es una referencia a la calle Oriole Way de Los Ángeles, donde vivió con su exesposo Sean Penn. Cuenta con la participación del actor Christopher Walken en el papel de su amante muerto y ángel guardián; en una entrevista con Los Angeles Times, describió la experiencia como «muy divertida». También participaron los actores Mark Margolis, Tomas Arana, James Rebhorn, Rob Campbell y Matt Dillon, aunque este último, que hizo un cameo como uno de los detectives, no recibió créditos.
El videoclip comienza y termina con tomas de una Madonna asesinada. Louise Oriole es una ejecutiva de alto poder y éxito, pero a la vez alcohólica y fumadora empedernida, que disfruta de una vida de promiscuidad con distintos hombres, tal y como narra la letra de la canción. Se comporta de esta manera para lidiar con la tristeza que siente debido a una relación que no tiene futuro, y su amante muerto (Walken) observa sus acciones autodestructivas. En una escena, tras acostarse con un hombre desconocido, despierta sola en la cama y descubre una nota en su almohada; claramente molesta, la arruga y la tira al suelo, a lo que su amante la recoge y la lee; dice Thank you, whoever you are («Gracias, quienquiera que seas»). Seguido de esto, se la ve inconsciente en un sillón después de haberse bebido una botella de vino sola. Cerca del final, Walken le da lo que Georges-Claude Guilbert llamó «un beso de la muerte», y el último encuentro de la protagonista es con un hombre que la estrangula con unas pantimedias. La última toma es de Louise, reunida con su amante, viendo cómo la policía encuentra su cuerpo y se lo lleva a la morgue.

### Recepción y análisis
El videoclip recibió comentarios positivos por parte de la crítica. Georges-Claude Guilbert lo llamó «una obra maestra del género» que transmite un «mensaje moral de los posibles peligros de las aventuras de una noche». Raza Syed de Vice escribió que presentaba todos los «sellos distintivos del Fincher moderno: un manejo de la cámara perfecto, una paleta visual metálica, intriga corporativa, una sensación palpable de aislamiento emocional.. y asesinato», opinión compartida por Adam White de The Independent. Felipe Rodríguez Torres, de la revista Mutaciones, opinó que era «quizás la más cinematográfica y narrativa de todas las colaboraciones de la pareja creativa». Elogió la actuación de Walken y destacó la toma hacia el final —cuando el actor besa a Madonna— como «una [escena] de violencia implícita que preconizaba los horrores fuera de campo de trabajos posteriores como los largometrajes Seven (1995) o Zodiac (2007)». Torres también observó que presentaba una fotografía que contrastaba luz y oscuridad, así como una paleta cromática donde predominaban los azules gélidos que fueron representativos en la década de 1980 y en el trabajo cinematográfico de Tony Scott. Para Guillermo Alonso de Vanity Fair, fue «el mejor que ha hecho en su carrera», y Pandora Boxx lo llamó «bastante épico».
De Parade, Samuel R. Murrian lo incluyó en el decimosexto puesto de los veinte mejores vídeos de la artista; lo calificó como «triste e inquietante» y añadió que «[Madonna] puede ser una actriz tan brillante, y su actuación como una mujer rota e infeliz cuyo comportamiento autodestructivo la mata es una de las mejores». De modo similar, Louis Virtel de NewNowNext lo clasificó en la vigésima primera posición de los 55 más destacados de la cantante, y lo llamó «bellamente filmado [y] dramáticamente actuado. [...] Los dudosos amoríos de Madonna y el extraño parentesco con su ángel guardián (Christopher Walken, exactamente el hombre que quieres que mire tu cuerpo desnudo) lo convierten en un vídeo inesperadamente emotivo». Mike Nied, de Idolator, lo ubicó en la vigésimo quinta posición de los 25 mejores vídeos de la artista; «asesinato, amoríos de una noche y un ángel guardián se unen en uno de sus [vídeos] más ostentosos y subestimados». Christopher Rosa de VH1 lo incluyó dentro de los diez vídeos más infravalorados de su carrera.
Rocco Papa, de The Odyssey, lo consideró su quinto mejor vídeo y el más «cinematográfico» de su carrera, y además elogió el hecho de que contara «una historia de una manera que los vídeos raramente lo hacen hoy». En 2012, la revista Billboard pidió a los seguidores de la intérprete que eligieran sus diez vídeos más sobresalientes, y «Bad Girl» quedó en el noveno lugar. Por último, en noviembre de 2020, Adam White lo nombró el mejor trabajo de Fincher. Dijo que era una «maravillosa colaboración final entre una de las parejas más extrañas y poco celebradas de la música pop». Además, sostuvo que sirvió como punto de partida para mucho de lo que el director haría en el futuro, como sus cintas Seven, El curioso caso de Benjamin Button (2008) y Perdida (2014). Concluyó que, al igual que «Oh Father», el «corto y sofisticado thriller erótico» se sentía como un «exorcismo personal» de Madonna, «que solo Fincher pudo capturar». Una reseña negativa provino de B.L. Panther, del portal The Spool, quien desestimó el vídeo como «un montón de clichés visuales y líricos». Escribió: «En el mejor de los casos, es otro intento de apaciguar a los críticos conservadores que seguían indignados por el contenido explícito de Sex, "Erotica" y "Justify My Love". En el peor, otro ejemplo —al igual que "Oh Father"— en el que [Madonna y Fincher] no ven la hipocresía en su invocación de tropos patriarcales [e] imágenes y actitudes hacia el poder como la causa del descontento y "caída" de Madonna».
Carol Vernallis, autora de Experiencing Music Video: Aesthetics and Cultural Context (2004), escribió que a lo largo del videoclip se podían encontrar varias imágenes «icónicas» que ayudan al espectador a predecir el destino del personaje de Madonna. Como ejemplos citó el vestido negro envuelto en plástico, que simboliza la bolsa en la cual la policía recogerá su cuerpo; el gato siseándole sugiere que es un fantasma o una figura maldita, mientras que cuando cruza una puerta representa una entrada al inframundo. Se puede encontrar en el VHS/DVD recopilatorio The Video Collection 93:99 (1999).

## Presentaciones en vivo y versiones

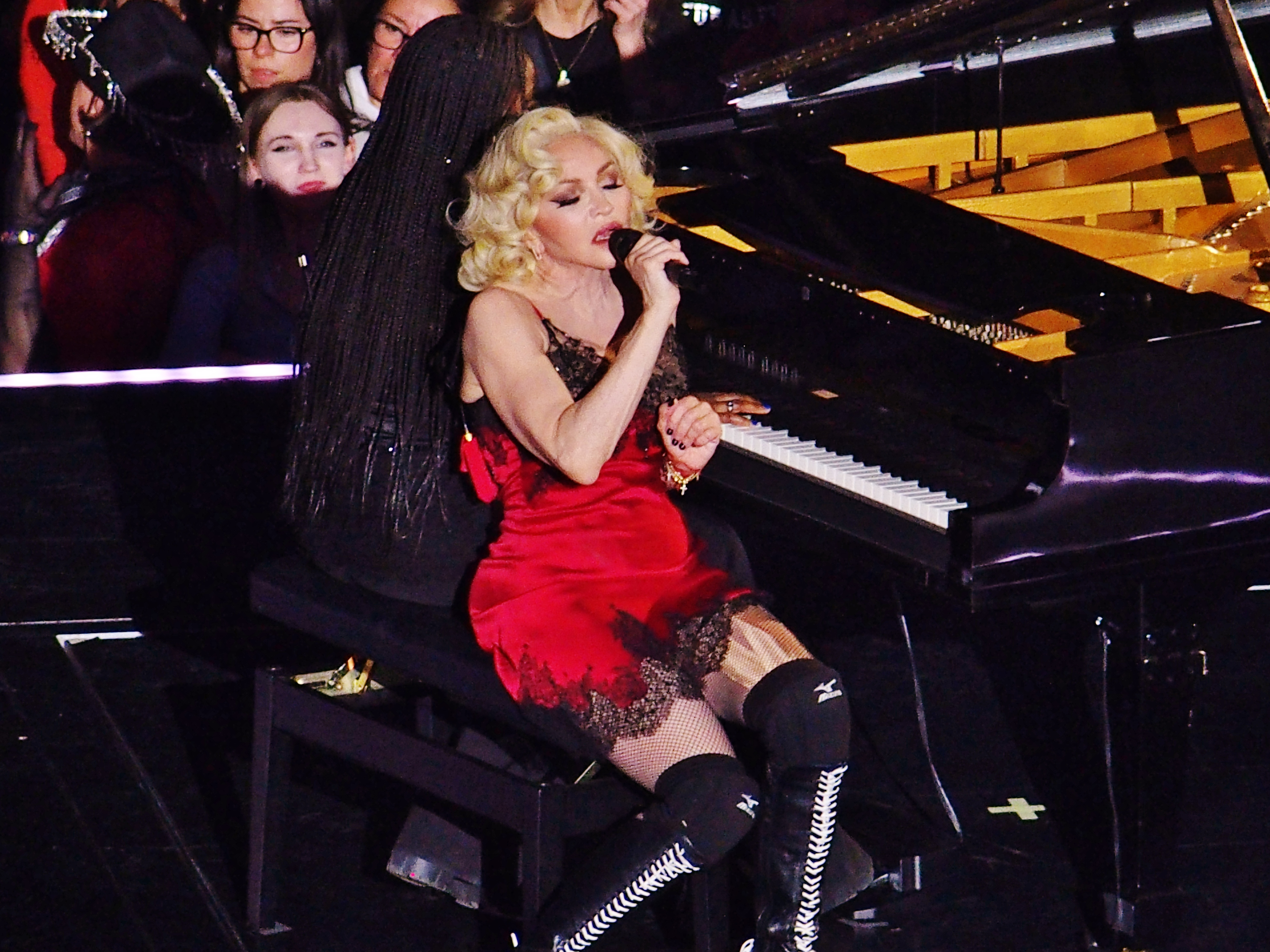
Madonna cantando «Bad Girl» en The Celebration Tour mientras su hija Mercy James toca el piano

Madonna interpretó «Bad Girl» en vivo solo una vez: durante una aparición en el programa de medianoche Saturday Night Live el 16 de enero de 1993. Tras finalizar la presentación, rompió una fotografía de Joey Buttafuoco diciendo al público: Fight the real enemy! —«¡Luchemos contra el verdadero enemigo!»—. Esta acción fue una respuesta a Sinéad O'Connor, que meses antes había hecho lo mismo con una fotografía del entonces papa Juan Pablo II. El HuffPost opinó que se trataba de una de sus mejores presentaciones en vivo y remarcó que fue el momento más memorable de su aparición en el programa. Sebas E. Alonso de Jenesaispop notó que la artista «dio un protagonismo inusual a su banda de músicos».
Treinta años después, «Bad Girl» formó parte de la gira The Celebration Tour (2023-2024), realizada para conmemorar los cuarenta años de carrera de Madonna. La artista portó un vestido de seda rojo con encaje negro y botas de tacón con cordones hasta las rodillas, y cantó la balada mientras su hija Mercy James tocaba el piano. En su reseña al concierto en Londres, Joe Lynch de Billboard lo citó como uno de los mejores números y añadió que «ver a su hija sentarse frente a un piano y tocar sin esfuerzo "Bad Girl" [...] fue bastante impresionante».
Varios artistas interpretaron versiones del tema, especialmente para álbumes tributo a Madonna. Tal es el caso de Boy George, Amanda Ghost y James Hardway, cuya versión se incluyó en los discos Virgin Voices: A Tribute to Madonna, Vol. 1 (1999), A Tribute to Madonna: Virgin Voices (2003), Tribute to Madonna: Like a Virgin (2005) y The World's Greatest 80's Tribute to Madonna (2006), como así también Semi Moore, que lo hizo para Truly Blue: Tribute to Madonna, de 2000. La banda Cruzer grabó una versión rock para Immaculate Deception: A Tribute to the Music of Madonna en 2004, y Strike A Pose incluyó la suya en A Tribute To Madonna Vol 1 en 2006.

## Lista de canciones y formatos
| Casete, CD, vinilo de 3" |                              |          |  |
| N.º                      | Título                       | Duración |  |
| 1.                       | «Bad Girl» (versión editada) | 4:38     |  |
| 2.                       | «Fever»                      | 5:00     |  |

| Casete, 7" |                               |          |  |
| N.º        | Título                        | Duración |  |
| 1.         | «Bad Girl» (versión editada)  | 4:38     |  |
| 2.         | «Erotica» (William Ørbit Dub) | 4:53     |  |

| 7"  |                                            |          |  |
| N.º | Título                                     | Duración |  |
| 1.  | «Bad Girl» (versión editada)               | 4:38     |  |
| 2.  | «Deeper and Deeper» (Shep's Deep Bass Dub) | 5:00     |  |

| CD, 12" |                                      |          |  |
| N.º     | Título                               | Duración |  |
| 1.      | «Bad Girl» (versión editada)         | 4:38     |  |
| 2.      | «Erotica» (William Ørbit 12")        | 6:07     |  |
| 3.      | «Erotica» (William Ørbit Dub)        | 4:53     |  |
| 4.      | «Erotica» (Madonna's in My Jeep Mix) | 5:46     |  |

| CD, 12" |                                             |          |  |
| N.º     | Título                                      | Duración |  |
| 1.      | «Bad Girl» (versión editada)                | 4:38     |  |
| 2.      | «Deeper and Deeper» (Shep's Deep Bass Dub)  | 5:00     |  |
| 3.      | «Deeper and Deeper» (Shep's Deepstrumental) | 5:31     |  |

| Maxisencillo de 12" |                                    |          |  |
| N.º                 | Título                             | Duración |  |
| 1.                  | «Bad Girl» (Extended Mix)          | 6:29     |  |
| 2.                  | «Fever» (Extended 12")             | 6:08     |  |
| 3.                  | «Fever» (Shep's Remedy Dub)        | 4:29     |  |
| 4.                  | «Fever» (Murk Boys Miami Mix)      | 7:10     |  |
| 5.                  | «Fever» (Murk Boys Deep South Mix) | 6:28     |  |
| 6.                  | «Fever» (Oscar G's Dope Mix)       | 4:45     |  |

| Maxi CD |                                    |          |  |
| N.º     | Título                             | Duración |  |
| 1.      | «Bad Girl» (versión editada)       | 4:38     |  |
| 2.      | «Fever» (Murk Boys Miami Mix)      | 7:10     |  |
| 3.      | «Fever» (Extended 12”)             | 6:08     |  |
| 4.      | «Bad Gir» (Extended Mix)           | 6:29     |  |
| 5.      | «Fever» (Murk Boys Deep South Mix) | 6:28     |  |
| 6.      | «Fever» (Hot Sweat 12”)            | 7:55     |  |

| Descarga digital - «Bad Girl»/«Fever» |                                    |          |  |
| N.º                                   | Título                             | Duración |  |
| 1.                                    | «Bad Girl» (Edit)                  | 4:35     |  |
| 2.                                    | «Bad Girl» (Extended Mix)          | 6:29     |  |
| 3.                                    | «Fever» (Album Edit)               | 4:30     |  |
| 4.                                    | «Fever» (Edit One)                 | 4:05     |  |
| 5.                                    | «Fever» (Extended 12" Mix)         | 6:07     |  |
| 6.                                    | «Fever» (Hot Sweaty 12" Mix)       | 7:58     |  |
| 7.                                    | «Fever» (Murk Boys Deep South Mix) | 6:28     |  |
| 8.                                    | «Fever» (Murk Boys Miami Mix)      | 7:10     |  |
| 9.                                    | «Fever» (Murk Boys Miami Dub)      | 7:12     |  |
| 10.                                   | «Fever» (Radio Edit/Remix)         | 5:09     |  |
| 11.                                   | «Fever» (Shep's Remedy Dub)        | 4:31     |  |
| 12.                                   | «Fever» (Oscar G'S Dope Mix)       | 4:55     |  |

## Posicionamiento en listas
| País (Lista 1993)                         | Posición más alta |
| ----------------------------------------- | ----------------- |
| Alemania (Offizielle Deutsche Charts)     | 47                |
| Australia (ARIA)                          | 32                |
| Bélgica Flandes (Ultratop)                | 40                |
| Canadá (RPM Hit 100 Tracks)               | 20                |
| Canadá (The Record)                       | 5                 |
| Estados Unidos (Billboard Hot 100)        | 36                |
| Estados Unidos (Mainstream Top 40)        | 26                |
| Estados Unidos (Top 40 Radio Monitor)     | 44                |
| Estados Unidos (Top Singles Sales)        | 36                |
| Unión Europea (Adult Contemporary Europe) | 4                 |
| Unión Europea (EHR Top 40)                | 5                 |
| Unión Europea (Eurochart Hot 100 Singles) | 26                |
| Francia (SNEP)                            | 44                |
| Irlanda (IRMA)                            | 20                |
| Islandia (Íslenski Listinn Topp 40)       | 3                 |
| Italia (Musica e dischi)                  | 3                 |
| Nueva Zelanda (Recorded Music NZ)         | 35                |
| Países Bajos (Dutch Top 30 Tipparade)     | 2                 |
| Países Bajos (Single Top 100)             | 34                |
| Polonia (LP3)                             | 7                 |
| Reino Unido (MRIB)                        | 7                 |
| Reino Unido (UK Singles Chart)            | 10                |
| Suiza (Schweizer Hitparade)               | 25                |

## Créditos y personal

### Dirección
- Grabación en Soundworks Studio (Nueva York).
- Masterización en Sterling Sound (Nueva York).
- Publicado por WB Music Corp./Bleu Disque Music Co., Inc./Webo Girl Publishing, Inc., adm. por WB Music Corp./Shepsongs admn. por MCA Music Publishing, Inc. (ASCAP)

### Personal
- Madonna: voz, composición, producción
- Shep Pettibone: composición, producción, teclados, secuenciador, programación
- Anthony Shimkin: composición, teclados, secuenciador, programación
- Joe Moskowitz: teclados adicionales
- P. Dennis Mitchell: ingeniería
- Robin Hancock: ingeniería
- Mark Goodman: asistente de ingeniería
- Goh Hotoda: mezcla
- Ted Jensen: masterización
- Steven Meisel: fotografía
- Greg Ross: diseño

Créditos adaptados de las notas del álbum Erotica y del maxi CD estadounidense de «Bad Girl».